# Inchelium, Washington
Inchelium, Washington (енгл. Inchelium) насељено је место без административног статуса у америчкој савезној држави Вашингтон.

## Демографија
По попису из 2010. године број становника је 409, што је 20 (5,1%) становника више него 2000. године.
| Група             | 2000.      | 2010.      |
| Белци             | 79 (20,3%) | 58 (14,2%) |
| Афроамериканци    | 0 (0,0%)   | 0 (0,0%)   |
| Азијати           | 0 (0,0%)   | 0 (0,0%)   |
| Хиспаноамериканци | 6 (1,5%)   | 21 (5,1%)  |
| Укупно            | 389        | 409        |